# Diminovula
Genre
Synonymes
- Adamantia Cate, 1973
- Inflatovula Cate, 1973
- sous-genre Pseudosimnia (Diminovula) Iredale, 1930[1]

Diminovula est un genre de mollusques gastéropodes de la famille des Ovulidae. 
L'espèce-type est Diminovula verepunctata. 

## Liste d'espèces
Selon World Register of Marine Species (30 septembre 2017) :
- Diminovula aboriginea (Cate, 1973)
- Diminovula alabaster (Reeve, 1865)
- Diminovula aurantiomacula (Cate & Azuma, 1973)
- Diminovula caledonica (Crosse, 1872)
- Diminovula concinna (G. B. Sowerby II in A. Adams & Reeve, 1848)
- Diminovula coroniola (Cate, 1973)
- Diminovula culmen (Cate, 1973)
- Diminovula dautzenbergi (F. A. Schilder, 1931)
- Diminovula fainzilberi Fehse, 2009
- Diminovula incisa Azuma & Cate, 1971
- Diminovula kosugei (Cate, 1973)
- Diminovula margarita (G. B. Sowerby I, 1828)
- Diminovula mozambiquensis Fehse, 2001
- Diminovula nielseni Cate, 1976
- Diminovula punctata (Duclos, 1828)
- Diminovula rosadoi Lorenz & Fehse, 2009
- Diminovula sandrae Lorenz & Fehse, 2011
- Diminovula stigma (Cate, 1978)
- Diminovula verepunctata Iredale, 1930
- Diminovula whitworthi Cate, 1973

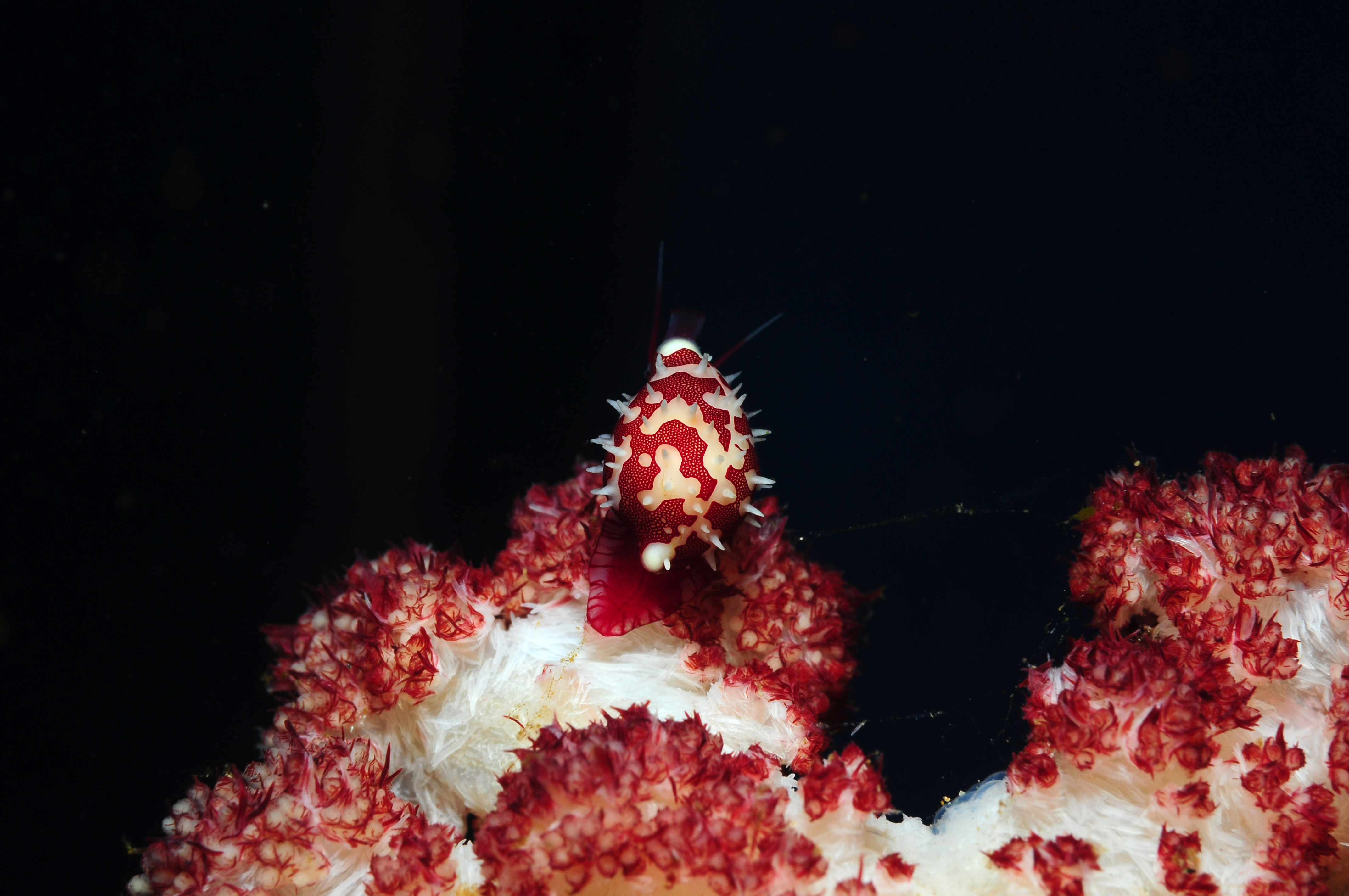
Diminovula culmen
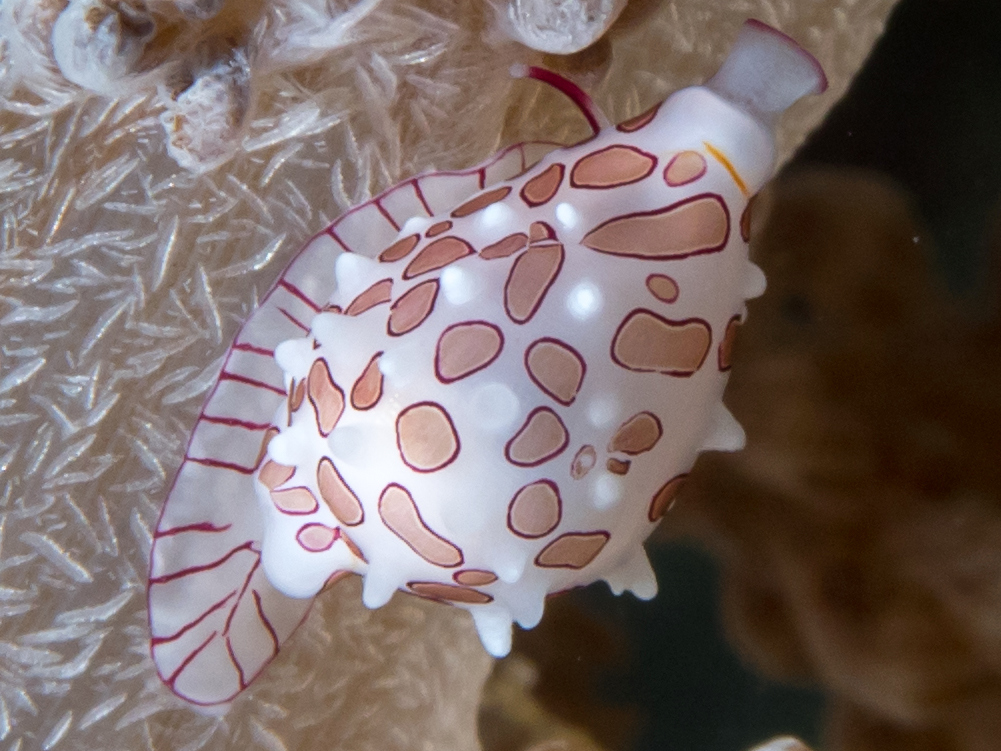
Diminovula margarita
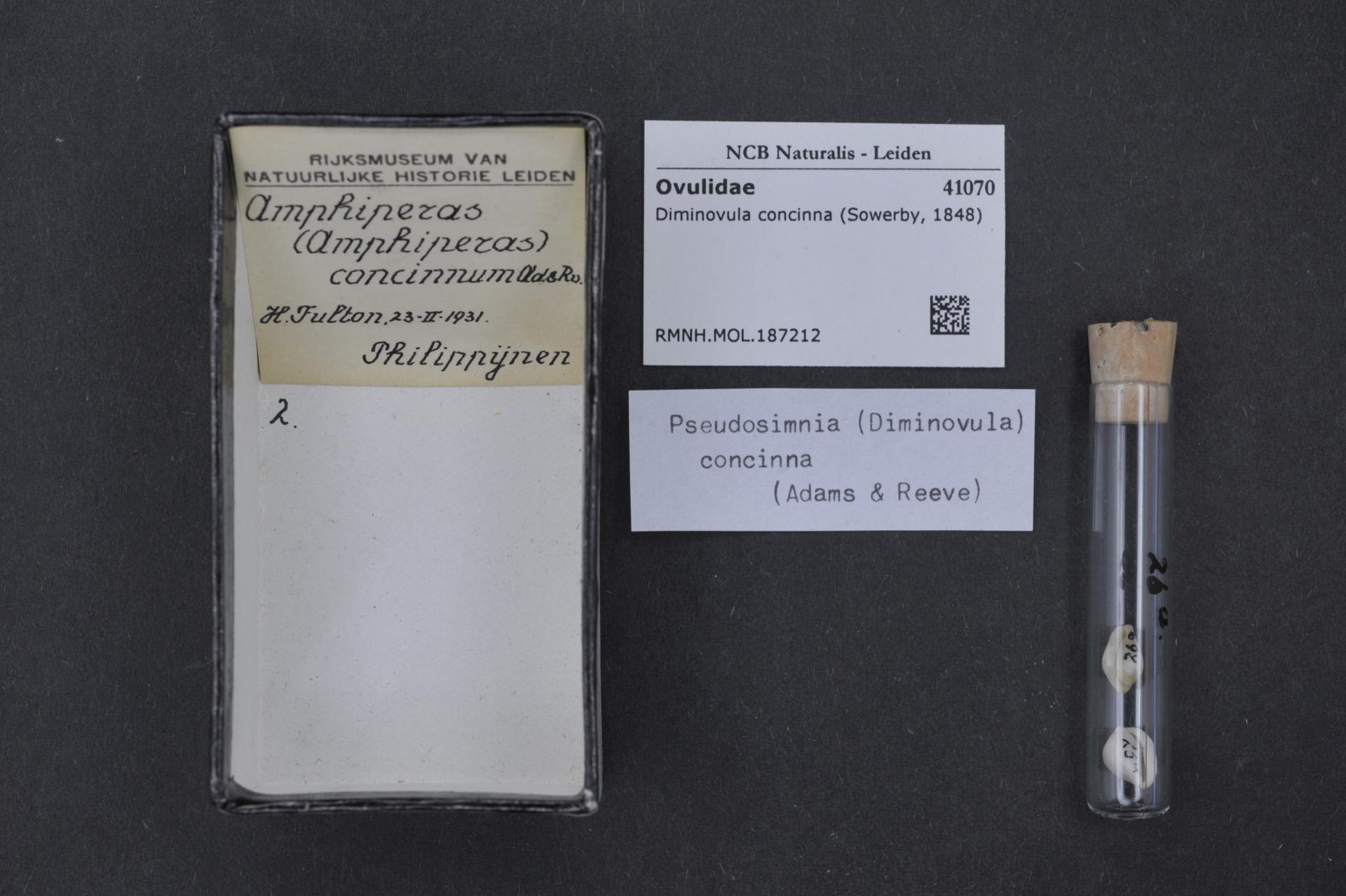
Diminovula concinna